# SR130000系電車
130000系電車（130000けいでんしゃ）は、韓国・SR社の高速鉄道車両である。同社運行の高速列車SRTに使用される。

## 概要
2016年に開業の水西平沢高速線に合わせて導入されたこの列車は初めてKORAILではなく、SRが高速鉄道を運営するために開発された。
基本の仕様は、KORAILからのリース車である120000系と同じである。2014年3月19日に現代ロテムとの納品契約を結んでおり、完成した最初の編成が2015年10月20日に現代ロテム昌原工場で公開された。同12月9日より高速線内で営業運転を開始した。

## 性能
詳細は韓国鉄道公社120000系電車を参照のこと

## 客室設備
- 3号車の特室はシートピッチ1,060mmの座席を備えているほか、120000系とは異なり荷物棚が航空機のような開閉式になっている[1]。
- 一般室はシートピッチ960mmの座席を備えている[2]。

## 編成
- 先頭車に記載されている編成番号は3xxとなっている。

|              | ← 水西釜山・益山・木浦 → |           |           |           |           |           |           |           |                   |           |
| 号車(重連時) | 動                       | 1 (11)    | 2 (12)    | 3 (13)    | 4 (14)    | 5 (15)    | 6 (16)    | 7 (17)    | 8 (18)            | 動        |
| 形式         | 13xx51 PC                | 13xx01 T1 | 13xx02 T2 | 13xx03 T3 | 13xx04 T4 | 13xx05 T5 | 13xx06 T6 | 13xx07 T7 | 13xx08 T8         | 13xx52 PC |
| 表記         | 3xx                      |           |           |           |           |           |           |           |                   | 3xx       |
| 座席         | -                        | 一般室    | 一般室    | 特室      | 一般室    | 一般室    | 一般室    | 一般室    | 一般室 （自由席） | -         |
| 車内設備     | -                        | WC,,,補   | 補        | WC,補     | 乗        | WC,補,,   | WC,補,    | 補,       | WC,補             | -         |
| 定員         | -                        | 53        | 56        | 33        | 56        | 48        | 48        | 56        | 60                | -         |

凡例
- 補：補助席（デッキにあるジャンプシート）
- WC：トイレ
- ：ベビーチェア
- ：授乳室
- ：自動販売機
- ：バリアフリー施設（座席及び便所）
- ：AED
- 乗：乗務員室
- 動：動力車

## 画像

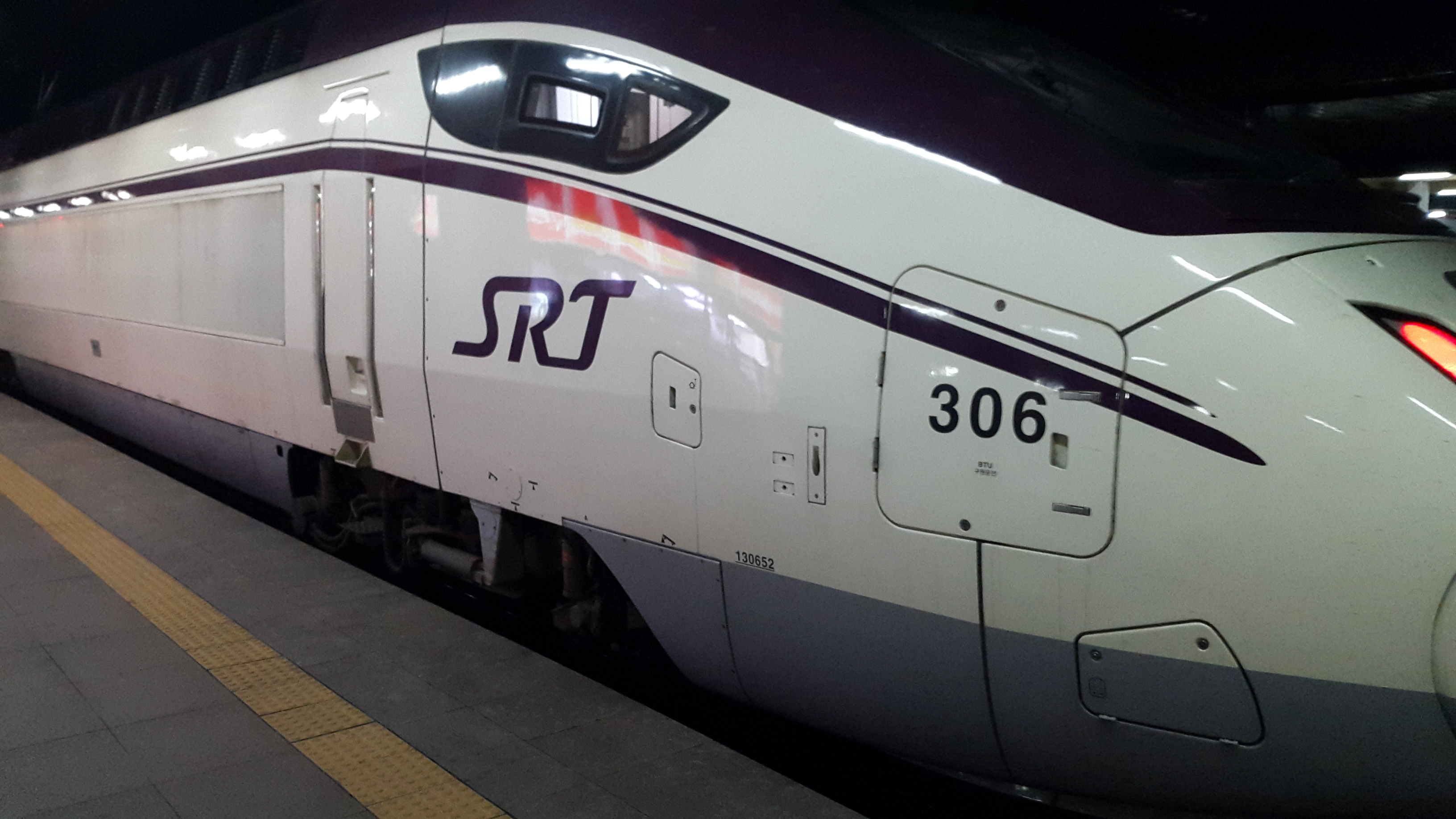
東大邱駅のSRT（130000形）

## 登場作品
韓国で製作されたアニメーション「チビ列車ティティポ」では、本形式をモデルにしたシンシンという少女キャラクターが登場するが、中間車が連接構造ではなく連結器で繋がっていたりと実車と異なる部分が見受けられる。また、彼女の客車の最後尾車両にも運転台があるが、上記の主要概要や編成表を見ての通り、実際の本形式には運転台と客室が一体化した車両は存在しない。